# 가와타 고헤이
가와타 고헤이(일본어: 河田 晃兵, 1987년 10월 13일 ~ )는 일본의 축구 선수이다. 현재 J2리그의 방포레 고후에서 뛰고 있다.

## 구단 경력
그는 2010년부터 J리그의 감바 오사카, 아비스파 후쿠오카, 방포레 고후에서 뛰었다.